# 秋田市立河辺中学校
「秋田市立河辺中学校（あきたしりつ かわべちゅうがっこう）」は、秋田県秋田市河辺北野田高屋にある公立中学校である。

## 概要
秋田市の河辺地区のうち、旧岩見三内村域を除く全域を学区とする。
将来的に、秋田市立岩見三内中学校を統合し、河辺地区全域を学区とする中学校とすることが検討されている。

## 沿革
- 1959年（昭和34年）4月1日 - 河辺町立河辺中学校開校
- 1961年（昭和36年）4月1日 - 新校舎へ移転、校章制定
- 1962年（昭和37年）3月31日 - 体育館竣工
- 1968年（昭和43年）11月25日 - 体育館床張替完成・図書館竣工
- 1970年（昭和45年）8月6日 - プール竣工
- 1988年（昭和63年）6月13日 - 新校舎落成神事・入校式
- 1990年（平成2年）3月29日 - 体育館落成修祓式・竣工式
- 1992年（平成4年）1月31日 - パソコン教室完成
- 2005年（平成17年）1月1日 - 秋田市・河辺町・雄和町合併により、秋田市立河辺中学校に改称[1]

## アクセス
JR
- 奥羽本線和田駅下車徒歩10分

バス
- 秋田市マイタウンバス南部線和田駅前下車徒歩10分[1]

## 著名出身者
- 足利豊 (プロ野球選手)[2]
- 熊谷智哉 (サッカー選手)
- 田口光久 （サッカー選手、日本代表）